# Marian Rejewski
Marian Adam Rejewski (Bydgoszcz, 16 agosto 1905 – Varsavia, 13 febbraio 1980) è stato un matematico e crittografo polacco.

## Biografia
Nel 1932 per la prima volta riuscì a decifrare i messaggi tedeschi criptati con la macchina Enigma
ideata da Arthur Scherbius. Il successo di Rejewski permise ai suoi colleghi inglesi nel corso della seconda guerra mondiale di decifrare per un certo periodo un grande numero di messaggi tedeschi, dando un importante contributo alla sconfitta della Germania nazista.
Mentre studiava matematica all'Università di Poznań, Rejewski seguì un corso segreto di crittografia tenuto dall'Ufficio Cifra dello stato maggiore polacco, dove lavorò stabilmente dal 1932. L'Ufficio cifra aveva già ottenuto dei piccoli successi nella decifrazione dei messaggi criptati con Enigma, e incaricò Rejewski di studiare il problema. Poche settimane dopo, Rejewski aveva già dedotto lo schema di funzionamento interno della macchina tedesca. Assieme a due colleghi matematici, Rejewski sviluppò una serie di tecniche e di strumenti per la decifrazione dei messaggi, quali il "ciclometro" e la famosa "Bomba". In realtà i risultati ottenuti si devono in larga misura al contributo della spia tedesca "Asche" nome in codice di Hans-Thilo Schmidt che passò per 3 anni preziose informazioni segrete ai francesi i quali le consegnavano ai polacchi.
Cinque settimane dopo l'invasione della Polonia nel 1939, Rejewski e i suoi colleghi presentarono i loro studi sulla macchina Enigma ai colleghi dei servizi segreti francesi e inglesi. Furono questi ultimi, grazie allo straordinario contributo del matematico Alan Turing, che nel corso della seconda guerra mondiale diedero il massimo sviluppo a queste ricerche, giungendo con la propria "Bomba" (che divenne nel 1944 il calcolatore Colossus) per un certo periodo a decifrare la maggior parte dei dispacci tedeschi, finché questi non modificarono la macchina Enigma, aumentando il numero dei rotori, e quindi delle possibili combinazioni.
Poco tempo dopo lo scoppio del conflitto, i crittografi polacchi vennero trasferiti in Francia, dove continuarono a collaborare con i servizi segreti francesi e inglesi. Furono costretti a sfollare dopo l'occupazione della Francia ad opera dei nazisti nel giugno del 1940, trasferendosi nel governo francese di Vichy. Dopo che la Francia venne totalmente occupata nel novembre del 1942, Rejewski e il suo collega matematico Henryk Zygalski si rifugiarono in Inghilterra, passando attraverso la Spagna.
In Inghilterra lavorarono a una speciale unità dell'esercito polacco, decifrando codici tedeschi di minore importanza. Nel 1946 Rejewski fece ritorno dalla sua famiglia in Polonia e si impiegò come contabile, mantenendo il segreto sulle sue attività di crittografo fino al 1967. Morì in casa sua a Varsavia per un attacco cardiaco, nel 1980. Nella città natale di Bydgoszcz i suoi concittadini gli hanno dedicato un suggestivo monumento.

## Commemorazione

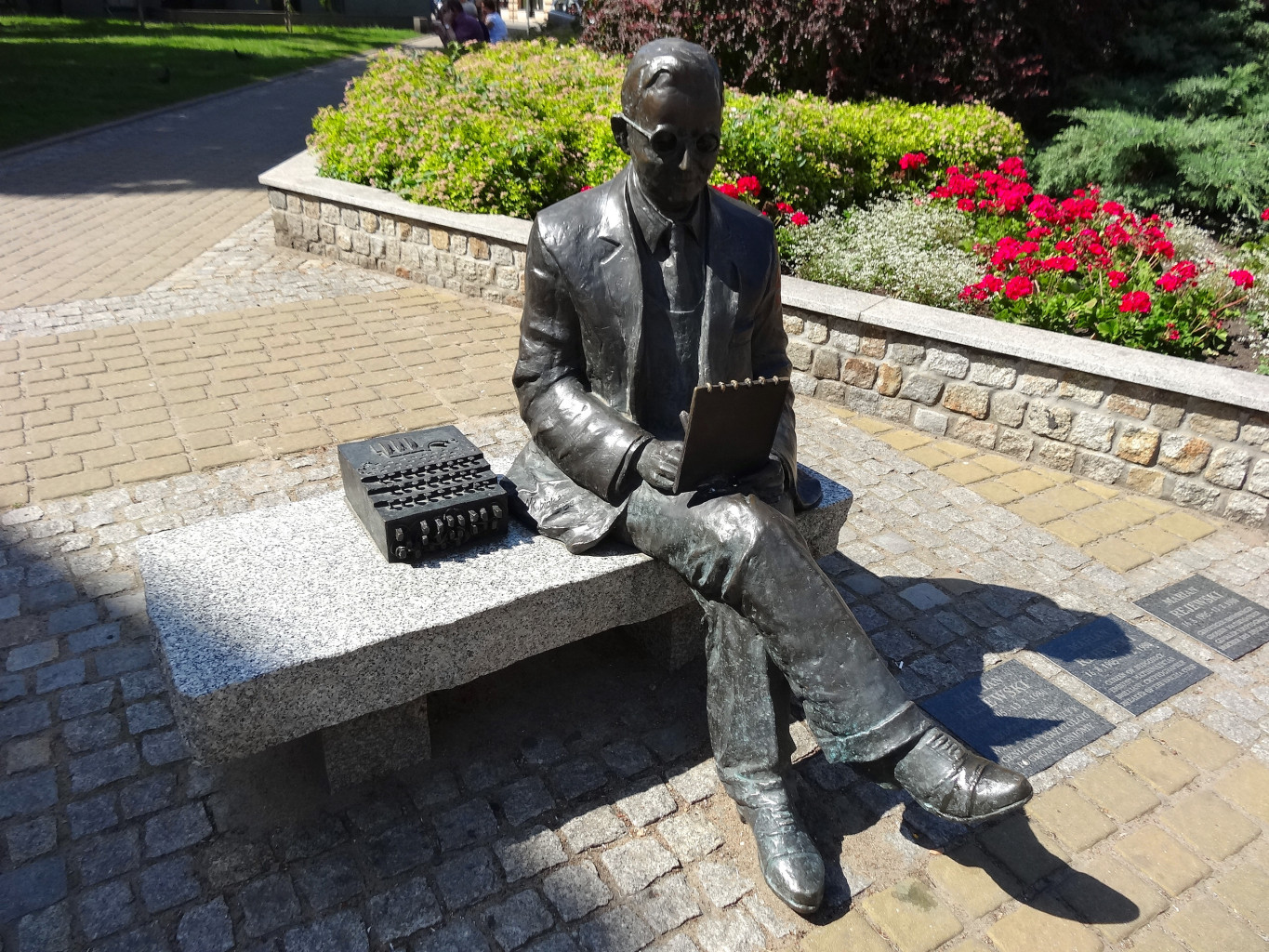
Scultura commemorativa di Marian Rejewski nella città natale Bydgoszcz, inaugurata durante il centenario della sua nascita (2005)

Il lavoro dei crittografi polacchi è stato apprezzato in Polonia, così come oltre i suoi confini. Sono stati premiati con molte decorazioni onorifiche polacche prima e dopo la guerra ed anche dopo la declassificazione delle informazioni relative alla decifrazione del codice Enigma. Il 21 febbraio 2000, il presidente Aleksander Kwaśniewski rese gli onori militari a Marian Rejewski e a Henryk Zygalski "in riconoscimento degli illustri meriti per la Repubblica di Polonia" con l'Ordine della Polonia Restituta (polacco: Order Odrodzenia Polski). Il 4 luglio 2005 la figlia di Marian Rejewski ha ritirato dalle mani del Capo di Stato Maggiore della Difesa Britannico la War Medal 1939-1945, una decorazione onorifica concessa subito dopo la guerra, ma per motivi di mancata disposizione per un precedente ritiro, questo avvenne solo nel 2005.
Nel 1983 la Poczta Polska emise un francobollo in memoria del 50º anniversario della decifrazione del codice Enigma. Una serie di targhe commemorative dei crittografi polacchi sono state esposte in particolare nel Bletchley Park, nell'ambasciata polacca in Gran Bretagna e in Uzès in Francia. Nella città natale di Rejewski, Bydgoszcz, porta il suo nome una via, una scuola, e la casa, nella quale abitava, è stata marcata con una targa commemorativa. Nel centenario della nascita di Rejewski è stata esposta una scultura rappresentante il suo lavoro sulla decifrazione del codice Enigma. Nella stessa occasione è stata emessa una cartolina con il suo ritratto. Nel 75-esimo anniversario della decifrazione del codice Enigma la Mennica Polska (compagnia polacca dell'industria di prodotti meccanici) ha commemorato questo fatto nelle monete da collezione dal valore nominale di 2, 10 e 100 złoty.
Un'aula nell'Istituto di Matematica dell'Università di Kazimierz Wielki in Bydgoszcz porta dal 23 gennaio 2006 il nome di Marian Rejewski. Si trova in essa una copia della scultura di Michał Kubiak raffigurante il matematico. La scultura originale si trova a Bydgoszcz all'incrocio della ulica Gdańska con la ulica Śniadeckich.

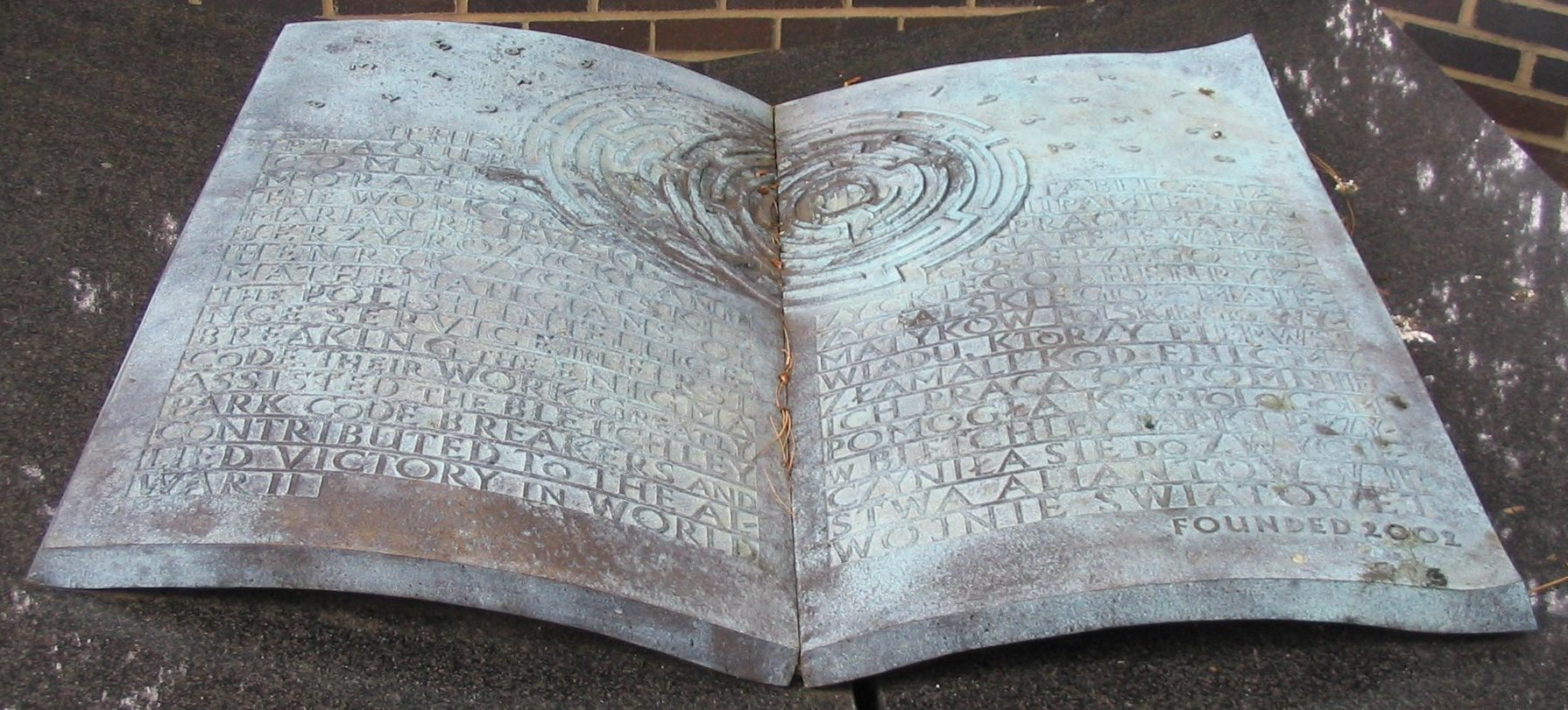
Targa commemorativa a Bletchley Park inaugurata nel 2002

Poczta Polska, volendo celebrare le imprese dei polacchi nel mondo, ha emesso nel 2009 in circolazione 4 francobolli. Nel francobollo dal valore nominale di 1,95 zł è stato raffigurato un ritratto di Marian Rejewski circondato dagli altri decifratori.
Su proposta del Controspionaggio dei Comandi Alleati NATO è stato assegnato a Marian Rejewski, dopo la sua morte, la Knowlton Award. L'onorificenza è stata introdotta nel 1995 dal US Army Military Intelligence Corps Association e chiamato col nome del pioniere dello spionaggio dell'Esercito degli Stati Uniti d'America - il colonnello Thomas Knowlton. Stabilito allo scopo di distinguere quelle persone, che hanno portato un notevole contributo alle conquiste e ai successi dell'Intelligence militare. "Il Generale Dwight Eisenover, che era il primo comandante in capo alleato in Europa, ha riconosciuto la decifrazione del codice Enigma come evento che ha segnato un punto di svolta ed era essenziale per l'esito della guerra. 18 anni fa l'Esercito degli Stati Uniti d'America mi ha assegnato alla National Security Agency a Fort Meade. Lì si trova il Museo Nazionale Crittografico e già nel 1995, durante la prima delle tante visite in quel museo ho scoperto il grande contributo di Marian Rejewski" - ha detto il colonnello Laura Potter, capo del Controspionaggio dei Comandi Alleati NATO, la quale consegnava l'onorificenza alla figlia del crittografo.
Il 5 luglio 2014 l'associazione internazionale degli ingegneri IEEE ha reso onore con la prestigiosa distinzione Milestone ai tre matematici polacchi: Marian Rejewski, Jerzy Różycki e Henryk Zygalski per la decifrazione dei codici della macchina tedesca Enigma. "Questa è stata una pietra miliare di enorme importanza, in verità una delle poche che ha salvato delle vite umane. I progressi tecnologici solitamente contribuiscono allo sviluppo dell'industria, servono per l'intrattenimento o per la comunicazione. Questa ha salvato delle vite umane" - ha sottolineato il presidente di The Institute of Electrical and Electronics Engineers (IEEE) prof. Roberto de Marca durante la cerimonia al Politecnico di Varsavia. Le "pietre miliari" sono state conferite finora a circa 120 scienziati, vengono onorificati tali progressi scientifici, senza i quali il mondo avrebbe un aspetto diverso.

## Rejewski nella finzione
- Sekret Enigmy (Secret of Enigma) (1979), film polacco di Roman Wionczek, storia del Biuro Szyfrów (Ufficio Cifra) polacco che violò per primo il codice di Enigma.